# 수산연구재단
수산연구재단은 국립수산과학원의 수산기술업무 지원, 장학사업을 목적으로 1988년 8월 20일 설립허가된 대한민국 농림수산식품부 소관의 재단법인이다. 사무실은 부산광역시 기장군 기장읍 시랑리 408-1에 있다.

## 주요 사업
- 수산기술진흥을 위한 시험연구사업 지원
- 수산기술 보급 지원
- 학자금 및 장학금 지원